# 蕭奎
蕭奎（1429年—？），字漢文，直隸蘇州府常熟縣人，民籍。明朝政治人物。進士出身。

## 生平
順天府鄉試第九名。成化八年（1472年）壬辰科會試第十四名，殿試登進士第二甲第十四名。

## 家族
曾祖父蕭順之。祖父蕭安道。父亲蕭鳳儀。